# Polewa

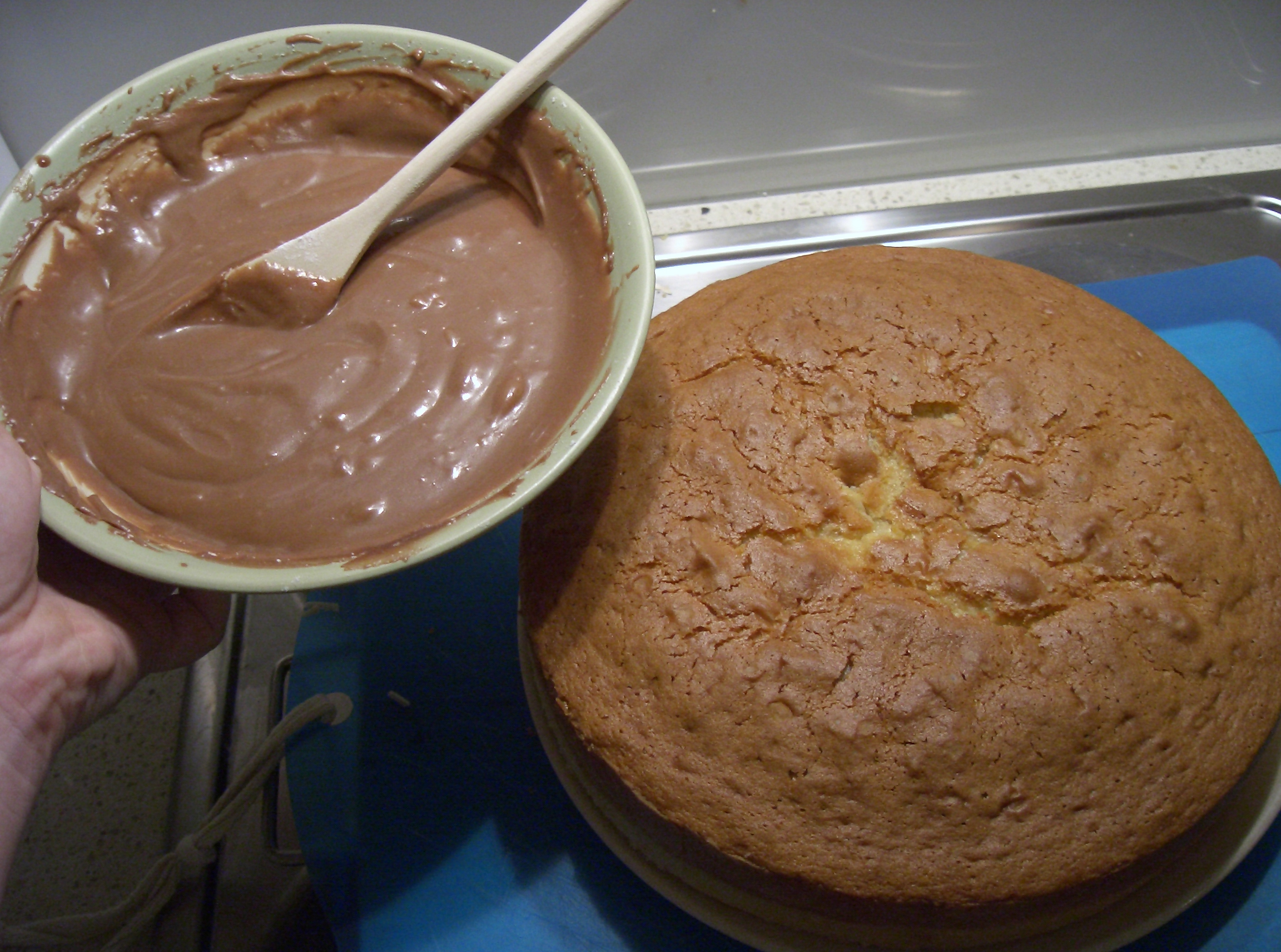
Polewa przed rozprowadzeniem po cieście

Polewa – zastygająca masa, stosowana do pokrywania wyrobów cukierniczych i pieczywa. Głównymi składnikami polew są zazwyczaj cukier i białko z różnymi dodatkami, w zależności od rodzaju środków smakowo-zapachowych, barwników, octu czy też agaru.
Polewa jest półproduktem cukierniczym. Dostępne są gotowe polewy, które można długo przechowywać. Jeśli zaś polewa jest świeżo przygotowana, nie nadaje się do przechowywania i musi być zużyta bezpośrednio po przyrządzeniu.